# Wadih Gosn
Wadih Gosn Abu Juda (arab. ‏وديع غصن ابو جودة‎, ur. 26 października 1953) – libański judoka. Olimpijczyk z Monachium 1972, gdzie zajął 33. miejsce w wadze średniej.
Uczestnik mistrzostw świata w 1971 roku.

## Letnie Igrzyska Olimpijskie 1972
| Konkurencja | Eliminacje              | Klas. końcowa |
| Konkurencja | Przeciwnik I            | Miejsce       |
| ----------- | ----------------------- | ------------- |
| 80 kg       | Philippe Aubert (SUI) P | 33.           |